# Cràter de la Terra de Wilkes
El cràter de la Terra de Wilkes és un cràter no descobert per observació directa i del que es postulen dues hipòtesis sobre l'impacte que l'originà. Es tracta d'un cràter ocult sota la coberta de glaç de la Terra de Wilkes, a l'Antàrtida. Una hipòtesi seria la de l'Anomalia de la Terra de Wilkes  i l'altra la de la concentració de massa a la Terra de Wilkes, sobre la base dels termes emprats per les fonts de referència principal que publicaren les teories.

## Anomalia de la Terra de Wilkes
La primera proposta d'un hipotètic impacte gegant, i conseqüent existència d'un cràter sota el mantell de gel a la Terra de Wilkes, fou proposat per RA Schmidt l'any 1962, basant-se en dades geofísiques. Més endavant el mateix autor va reconsiderar la hipòtesi negativament. La hipòtesi rebrotà de nou en un article de JG Weihaupt l'any 1976. L'evidència citada incloïa una gran i negativa anomalia gravitatòria coincident amb una suposada depressió topogràfica de 243 km situada sota el gel, amb una profunditat mínima de 848 m. Les afirmacions foren refutades contundentment per CR Bentley l'any 1979, basant-se en unes noves dades de sònar, fetes en ple vol, que no mostraren evidència del suposat cràter.

## Concentració de massa a la Terra de Wilkes

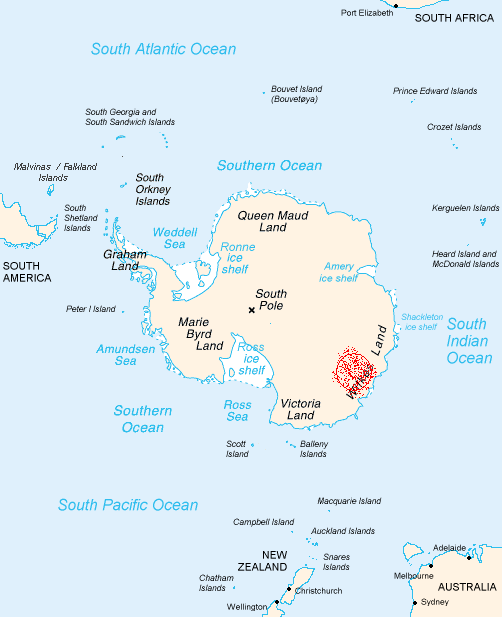
Mapa de l'Antàrtida mostrant en color vermell el cràter conjecturat per von Frese i el seu equip

Aquesta concentració de massa resta centrada a les coordenades 70°S 120°E, i fou reportada per primer cop en una conferència al Maig de 2006 per un equip d'investigadors dirigit per Ralph von Frese i Laramie Potts de l'Ohio State University. L'equip va fer servir mesuraments presos per satèl·lits de la NASA, integrants del programa Gravity Recovery and Climate Experiment (GRACE), per tal d'identificar una àmplia concentració de massa de 300 km d'amplada, que van evidenciar que aquesta anomalia en la massa és el centre d'un gran conjunt en forma d'anella, visible en les imatges de radar de la superfície sepultada sota el glaç antàrtic. La combinació de les dades va ser interpretada per l'equip com un possible prova de l'existència d'un cràter de 500 km. enterrat sota el gel, tot i existirien explicacions alternatives a la concentració de massa, com la fonació per una "bombolla magmàtica" (mantle plume) o altra activitat volcànica a gran escala.
Si es tractés realment d'un cràter provocat per un impacte, llavors, basant-se en la mida de l'estructura anellada, l'equip de von Frese ha suggerit que l'element impactant podria haver estat 4 o 5 cops més ample que el que va ocasionar el Cràter de Chicxulub, que es creu que va causar l'Extinció del Cretaci-Paleogen.
Com que les concentracions de massa al planeta Terra es dissipen amb el temps, von Frese i el seu equip creu que aquesta deu ser més jove de 500 milions d'anys, afegint que sembla haver estat afectat per la vall de fractura (rift) que es va formar fa 100 milions d'anys durant la separació d'Austràlia del supercontinent de Gondwana. Conseqüentment especulen que és possible que l'hipotètic impacte contribuís a la separació d'aquests continents per afebliment de l'escorça, amb l'afegit d'una més que probable relació amb l'episodi d'Extinció del Permià-Triàsic. Aquest episodi va tenir lloc 250 milions d'anys enrere, i es creu que ha estat l'extinció més gran haguda des de l'aparició de la vida complexa multicel·lular. Tanmateix, existeixen altres candidats possibles pel que fa a impactes gegants en aquesta era. Per exemple el de Bedout prop la costa nord d'Austràlia Occidental, tot i que també discutit, fins i tot el fet de si un impacte va jugar cap paper en aquesta extinció.